# Сент Франсис (Минесота)
Сент Франсис (енгл. St. Francis) град је у америчкој савезној држави Минесота.

## Демографија
По попису из 2010. године број становника је 7.218, што је 2.308 (47,0%) становника више него 2000. године.
| Група             | 2000.         | 2010.         |
| Белци             | 4.687 (95,5%) | 6.842 (94,8%) |
| Афроамериканци    | 11 (0,2%)     | 45 (0,6%)     |
| Азијати           | 63 (1,3%)     | 56 (0,8%)     |
| Хиспаноамериканци | 45 (0,9%)     | 104 (1,4%)    |
| Укупно            | 4.910         | 7.218         |